# Guillaume II de Brunswick-Calenberg-Göttingen
Guillaume II surnommé « le Jeune » (en allemand : Wilhelm der Jüngere), né vers 1425 et mort le  7 juillet 1503, est un prince de la maison Welf, fils du duc Guillaume Ier de Brunswick. Il fut duc de Brunswick-Lunebourg, ainsi que prince de Göttingen et prince de Calenberg à partir de 1473, et prince de Wolfenbüttel de 1482 à 1491.
Après son abdication en 1495, le territoire de Göttingen est durablement réuni à la principauté de Calenberg sous son fils cadet Eric Ier, fondateur de la « lignée de Calenberg », désormais la maison de Hanovre.

## Biographie
Guillaume II est le fils cadet de Guillaume Ier « le Victorieux » (1392–1482), duc de Brunswick-Lunebourg depuis 1416, et de son épouse Cécile (1405–1449), fille de l'électeur Frédéric Ier de Brandebourg. Du vivant de son père,  en 1473, il devient prince de Calenberg et de Göttingen, conjointement avec son frère aîné, Frédéric III « le Turbulent » (1424–1495). 
Lorsque leur père meurt, en 1482, Guillaume et Frédéric deviennent également princes de Brunswick-Wolfenbüttel. Les deux frères procèdent à un partage par contrat du 1er août 1483 : Frédéric garde Calenberg et Göttingen, lorsque Guillaume retient Wolfenbüttel. Cependant, dès l'année suivante, Guillaume, allié à l'évêché de Hildesheim, fait emprisonner son frère et récupère Calenberg et Göttingen. 
En 1491, il abdique au profit de ses deux fils Henri et Éric, ne conservant pour lui que la principauté de Göttingen, qu'il finit également par abandonner en 1495. 
Guillaume II meurt à Hardegsen en 1503. Il fut inhumé dans l'église de Saint Blaise à Münden.

## Descendance
En 1444, Guillaume épouse Élisabeth (1428–1520/21), fille du comte Botho l'Ancien de Stolberg. Trois enfants sont nés de cette union :
- Anne (bg) (1460-1520), épouse en 1488 le landgrave Guillaume Ier de Hesse-Cassel ;
- Henri (1463-1514), prince de Calenberg et de Wolfenbüttel ;
- Éric (1470-1540), prince de Calenberg et de Göttingen.